# Западен Лоудиън
Западен Лоудиън (на английски: West Lothian, на шотландски: Lodainn an Iar) е една от 32-те области в Шотландия. Граничи с град Единбург и областите Южен Ланаркшър, Фолкърк и Шотландски граници.

## Населени места
| Карта | Населени места в Западен Лоудиън                                                             |
| ----- | -------------------------------------------------------------------------------------------- |
|       | - Батгейт (Bathgate) - Ливингстън (Livingston) - Линлитгоу (Linlithgow) - Хартхил (Harthill) |